# Luis Pedro Cavanda
Luis Pedro Cavanda (Luanda, 2 de enero de 1991) es un futbolista belga que juega de defensa y se encuentra sin equipo tras abandonar el Neuchâtel Xamax FCS.

## Selección nacional
Ha sido internacional con la selección de Bélgica en 2 ocasiones. Anteriormente, lo fue en categorías inferiores.

## Palmarés

### Campeonatos nacionales
| Título               | Club              | País    | Año     |
| -------------------- | ----------------- | ------- | ------- |
| Copa de Italia       | S. S. Lazio       | Italia  | 2012-13 |
| Supercopa de Turquía | Galatasaray S. K. | Turquía | 2016    |
| Copa de Bélgica      | Standard Lieja    | Bélgica | 2017-18 |